# Rio Cremenea Mare
O Rio Cremenea Mare é um rio da Romênia, afluente do Cremenea, localizado no distrito de Braşov.